# Squire Motors
Squire Motors Limited, zuvor Squire Sports Car Company Limited, war ein britischer Hersteller von Automobilen.

## Unternehmensgeschichte
Phil Kennedy gründete 1984 das Unternehmen Squire Sports Car Company Limited in Hartlebury in der Grafschaft Worcestershire. Er begann mit der Produktion von Automobilen und Kits. Der Markenname lautete Squire. Das Unternehmen zog mehrmals um: 1986 nach Walsall in den West Midlands und 1988 nach Bridgnorth in Shropshire. 1993 übernahm es Rodney Rushton, benannte es in Squire Motors Limited um verlegte den Sitz nach Crediton in Devon. Im gleichen Jahr endete die Produktion. Insgesamt entstanden genau 16 oder etwa 20 Exemplare.
Marlin Engineering übernahm das Projekt, produzierte aber nicht mehr.

## Fahrzeuge
Die Fahrzeuge ähnelten den Modellen von Squire Car aus den 1930er Jahren. Ein Leiterrahmen aus Stahl bildete die Basis. Darauf wurde eine offene zweisitzige Karosserie montiert. Zunächst trieb ein Vierzylindermotor vom Ford Cortina die Fahrzeuge an. Später standen auch Vierzylindermotoren von Alfa Romeo mit 1750 cm³ Hubraum und V8-Motoren von Rover zur Verfügung. Anfangs bestand die Karosserie aus Aluminium und lediglich die Kotflügel aus glasfaserverstärktem Kunststoff („Fiberglas“, GFK). 1987 wurde das ursprüngliche Modell in S umbenannt, als der Sports mit einer billiger herzustellenden Karosserie aus GFK das Sortiment erweiterte.